# Пфримм
Пфримм (нем. Pfrimm) — река в Германии, протекает по земле Рейнланд-Пфальц. Длина реки — 42,7 км. Площадь бассейна реки составляет 246 км². Приток Рейна.
В верховьях Пфримм — мелкая низкогорная речка. Река течёт в восточном направлении через Марнгейм, Монсгейм, Пфеддерсгейм, впадает в Рейн на территории города Вормса.
Долина реки и прилегающие местности с давних времён интенсивно используются в сельском хозяйстве. Преобладающие культуры — злаковые и виноград; доля лесов — около 10 % территории. Горные породы ландшафта представлены известняками, мергелями и лёссом.
Река загрязнена нитратами, в 2003 году их концентрация превышала норму, равную 50 мг/л; также превышена ПДК изопротурона. В нынешнее время качество воды немного улучшилось.
В притоке Пфримма Лейзельсбахе обитает популяция кумжи (подвид Salmo trutta fario).